# マツダ・ナバホ
ナバホ（Navajo ）は、マツダがかつて北米市場において販売していたSUVである。

## 概要
フォードより、初代エクスプローラーの3ドアモデルのOEM供給を受けて販売された。エクスプローラーとの違いはフロントグリルや灯火類で差別化されていた。

## 受賞歴
- 1991年 トラック・オブ・ザ・イヤー

## 車名の由来
- アメリカ南西部に先住するナバホ族から。ナバホという言葉自体の意味としてはテワ・プエブロ族の言葉で、「涸れ谷の耕作地」という意味。